# Кучев, Николай Лаврентьевич

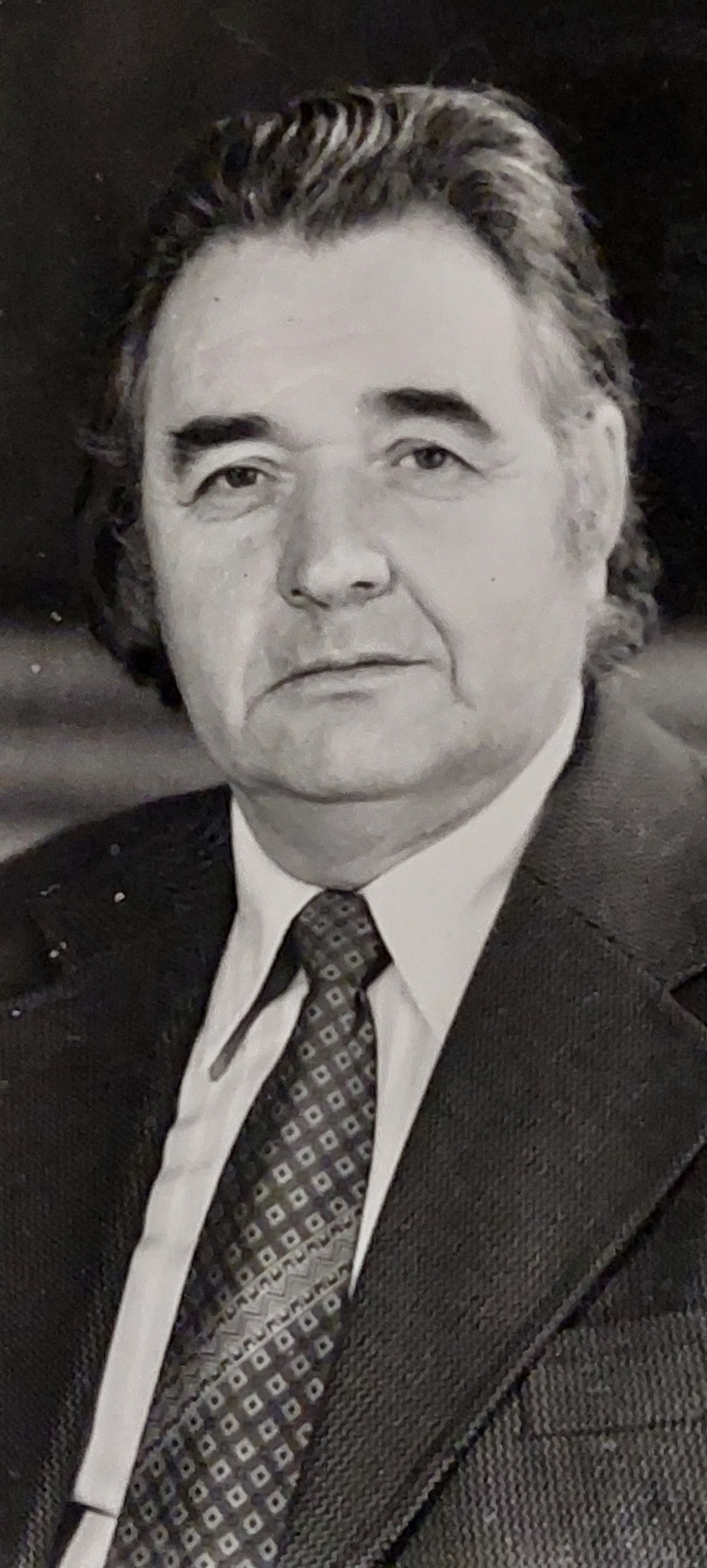
Кучев Николай Лаврентьевич

Николай Лаврентьевич Кучев (16 июня 1927 года, Ширыштык, Каратузский  район, Красноярский край — 24 октября 2002 года, Абакан, Республика Хакасия) — советский, российский актёр драматического театра. Заслуженный артист РСФСР (1973). Народный артист России (1994). Народный артист Республики Хакасия (1998).

## Биография
Окончил школу № 1 Абакана, где с третьего класса стал заниматься в кружке художественной самодеятельности. Учился в сельхозтехникуме. С 1944 года служил в армии, имел грамоты за участие в театральных постановках. После демобилизации в 1951 году был сразу взят в актерский состав Русского областного театра имени М. Ю. Лермонтова. Первая роль — Разоренный из пьесы А. Н. Островского «На бойком месте».
Сыграл множество ролей (более 400) отечественного и мирового театрального репертуара. Среди наиболее заметных — Русакова в спектакле «Люди, которых я видел», Тригорина в спектакле «Чайка», Ермака в спектакле «Ермак», Вожака в спектакле «Хим Баша», охотника Ильича в спектакле «Хребты Саянские», Сперанского в спектакле «Через 100 лет в березовой роще», Фирса в «Вишневом саде» А. П. Чехова. По мнению рецензентов: «отличительная черта его творчества — бережное и вдумчивое отношение к ролевому материалу, искренность и неподдельность чувств, внутренний и внешний темперамент". Песня об Абакане, спетая им впервые в спектакле «Звёзды светят для нас» в начале 1960-х годов — неформальный гимн города. Снимался в кино: «Твой сын» (Рижская киностудия, 1978), «Голубка» (Мосфильм, 1978).
На протяжении многих лет возглавлял партийную организацию театра, профком, избирался народным заседателем нарсуда (с 1958 по 1964 гг.), членом Президиума Абаканского горкома профсоюза работников культуры (с 1975 по 1978 гг.), членом Совета наставников театра. Лауреат краевого фестиваля искусств (Красноярск, 1970) за роль Якова Завгороднего в спектакле «Половодье» по роману А. И. Чмыхало.  Награждён Орденом Трудового Красного Знамени (1971), медалями. Отличник культурного шефства над вооруженными силами СССР (1987).

## Семья
Жена — заслуженная артистка РСФСР Н. Г. Богатова (1924—2015). Сын — Анатолий Богатов.